# Ейр Форс (футбольний клуб)
Спортивний клуб Шрі-Ланка Ейр Форс або просто «Ейр Форс» (англ. Sri Lanka Air Force Sports Club) — ланкійський футбольний клуб з Коломбо. Виступає у Прем'єр-лізі Шрі-Ланки, найвищому футбольному дивізіоні країни.

## Історія
Спортивний клуб Шрі-Ланка Ейр Форс було засновано в 1972 році в місті Коломбо. Найбільшого успіху команда досягла в 2013 році, коли виграла Прем'єр-лігу Шрі-Ланки. Також двічів команда виходила до фіналу кубку країни, проте в обох випадках програвала у вирішальному матчі.

## Досягнення
- Прем'єр-ліга Шрі-Ланки
  -  Чемпіон (1): 2013

- Кубку Футбольної асоціації Шрі-Ланки
  -  Фіналіст (2): 1989/90, 2002/03

- Кубку Футбольної асоціації Цейлону
  -  Володар (1): 1985/86

## Виступи на континентальних турнірах
- Кубок президента АФК: 1 виступ

2014 - Груповий етап

## Відомі гравці
- Ніпуна Бандара
- Дасун Паранавітхана
- Чарітха Мудіянселаге
- Кавінду Ішан